# Mädchenaugen
Die Mädchenaugen (Coreopsis), auch Schöngesicht genannt, sind eine Pflanzengattung innerhalb der Familie der Korbblütler (Asteraceae). Nach dem aktuellen Umfang der Gattung kommen alle Arten nur in der Neuen Welt vor. Einige Sorten werden oft als Zierpflanzen kultiviert.

## Beschreibung

Illustration des Hohen Mädchenauges (Coreopsis tripteris)

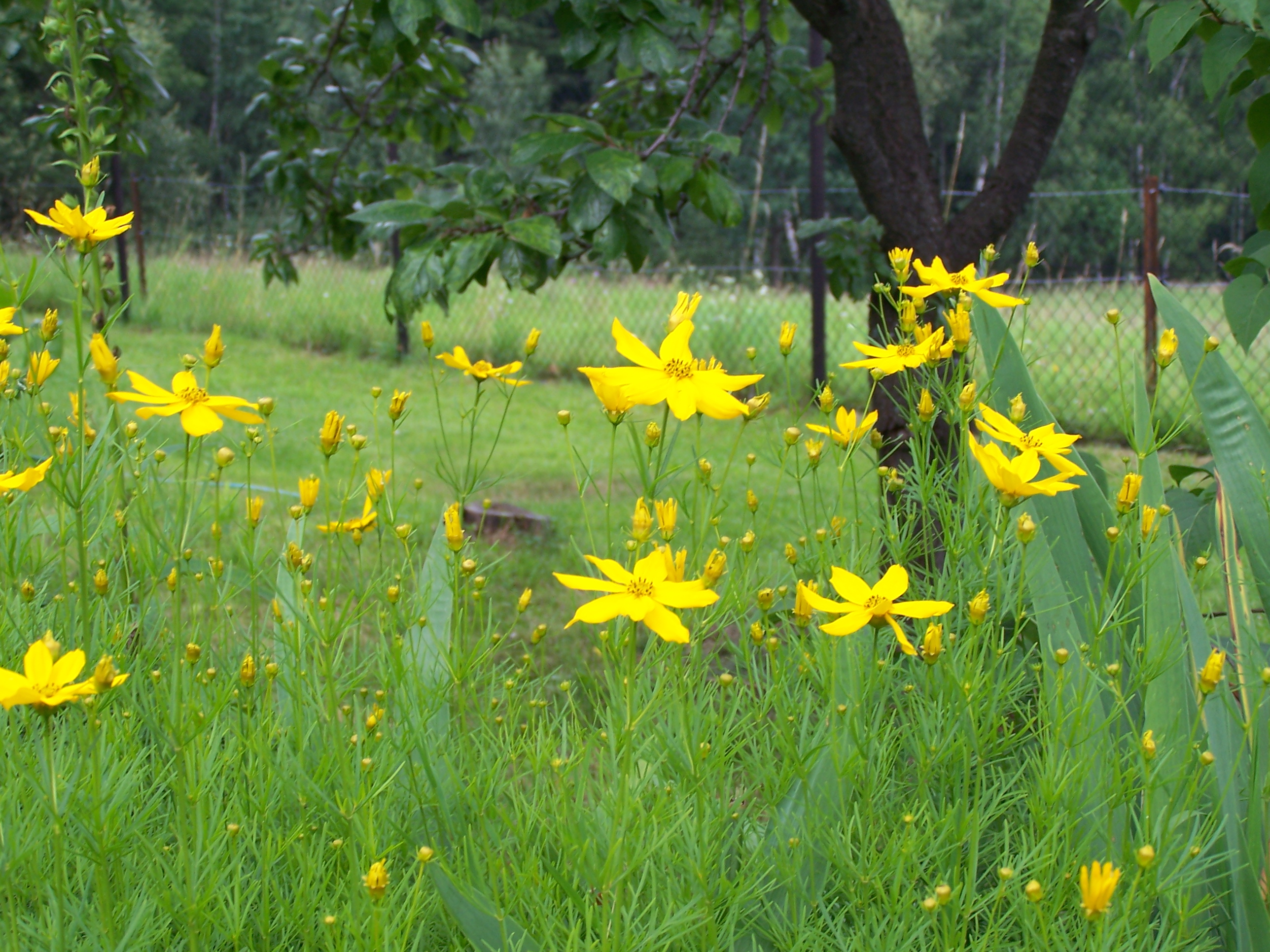
Sektion Gyrophyllum: Quirlblättriges Mädchenauge (Coreopsis verticillata) mit fein fiederteiligen Laubblättern

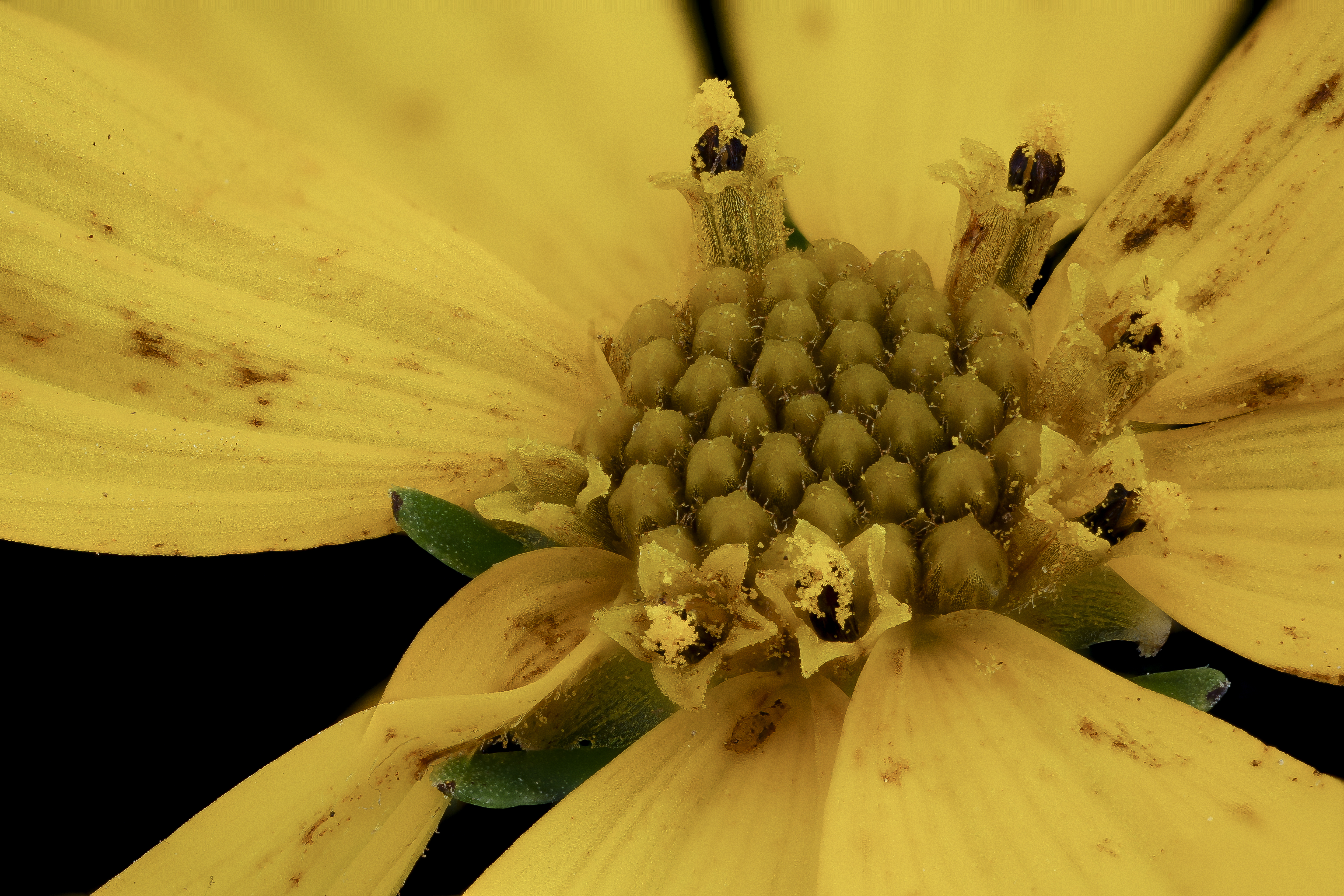
Sektion Gyrophyllum: Quirlblättriges Mädchenauge (Coreopsis verticillata): Ausschnitt eines Blütenkorbes mit Röhrenblüten im Detail

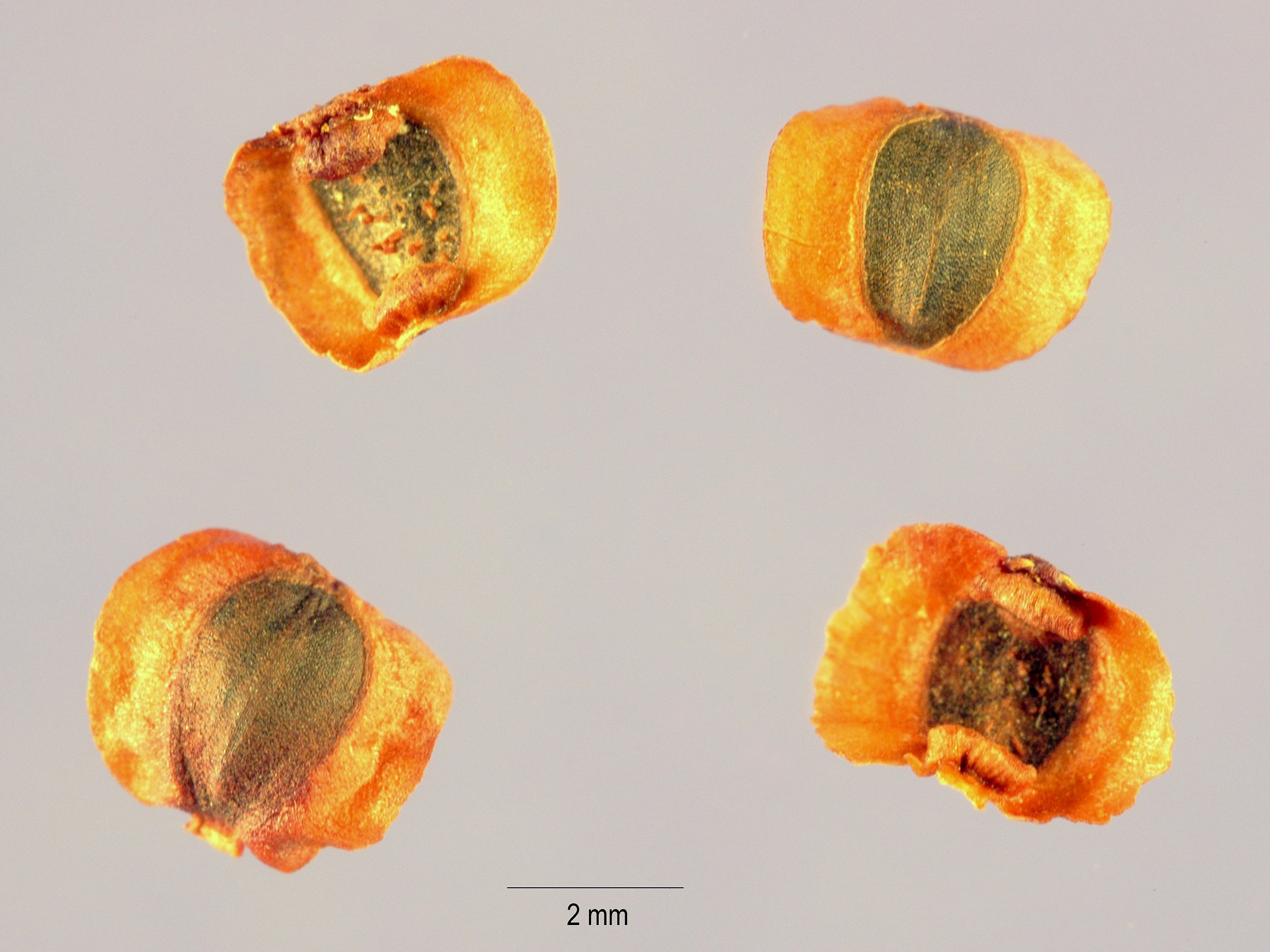
Sektion Coreopsis: Lanzettblättriges Mädchenauge (Coreopsis lanceolata): Achänen im Detail mit Flügeln

### Erscheinungsbild und Blätter
Bei Coreopsis-Arten handelt es sich um einjährige oder ausdauernde krautige Pflanzen, seltener auch um Halbsträucher oder um Sträucher. Die meisten Arten erreichen Wuchshöhen von 10 bis 80 Zentimetern, manche Arten erreichen Wuchshöhen von bis zu 2 Metern oder auch höher. Viele Arten bilden Rhizome oder die Sprossbasis ist verdickt, wenige der Arten (Coreopsis auriculata) können sich mit unter- oder oberirdischen Ausläufern ausbreiten. Bei den meisten Arten wird je Exemplar nur ein selbständig aufrechter Stängel gebildet, die mehr oder weniger auf ihrer gesamten Länge oder erst im oberen Bereich verzweigt sind.
Die Laubblätter können je nach Art alle grundständig sein, alle am Stängel verteilt sein oder beides; sie sind gegenständig oder wechselständig. Sie können gegenständig oder wechselständig sein, oder beides. Es gibt Arten gestielten oder sitzenden Laubblätter; es kann auch beides vorkommen. Es gibt sowohl Arten mit einfachen, ganzrandigen oder bei Coreopsis latifolia gezähnten Blattspreiten, wie Arten mit fiederlappigen bis tief fingerförmig gelappten Blattspreiten. Je nach Art sind die Blattflächen vollkommen kahl oder behaart. Oft unterscheiden sich die Laubblätter der jungen Pflanzen von den später gebildeten Laubblättern.

### Blütenstände und Blüten
Die körbchenförmigen Blütenstände stehen einzeln am Ende von langen Stängeln oder in lockeren schirmrispigen Gesamtblütenständen zusammen. Es sind mehr oder weniger krautige Tragblätter vorhanden. Die Korbhüllen (Involucrum) sind bei Durchmessern von 4 bis über 25 Millimetern mehr oder weniger kugelig bis zylindrisch.
Die Blütenkörbe enthalten Zungenblüten (= Strahlenblüten) und Röhrenblüten (= Scheibenblüten). In jedem Blütenkörbchen gibt es am Rand ungefähr acht (5 bis 13) Zungenblüten, bei Kulturformen auch mehr. Sie sind in der Regel gelb, manchmal am Grunde mit einem dunklen, rotbraunen Fleck, bei einigen Arten auch weißlich bis rötlich behaart. Die fertilen Röhrenblüten sind ebenfalls gelb, gelegentlich an der Spitze oder ganz rötlich braun.

### Früchte
Die verkehrt-abgeflachten, mehr oder weniger kugel- bis eiförmigen, im Umriss länglichen bis linealischen Achänen besitzen meist dünne Ränder oder Flügel. Falls Flügel vorhanden sind, dann sind sie häutig bis pergamentartig oder korkig, ganzrandig, gelappt bis gezähnt und manchmal bewimpert. Die Flächen der Achänen sind glatt, mehr oder weniger papillös bis warzig. Je nach Art fehlt ein Pappus oder er besteht aus zwei haltbaren borstigen Kappen oder Schuppen.

### Chromosomensätze
Chromosomengrundzahl beträgt x = 14.

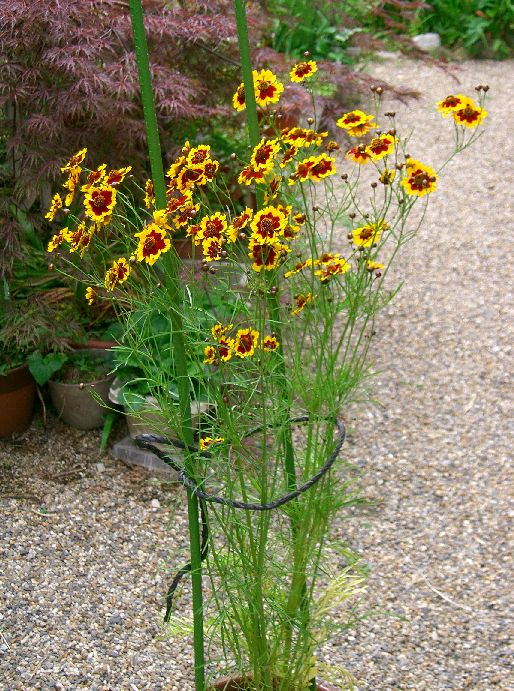
Sektion Calliopsis: Coreopsis tinctoria

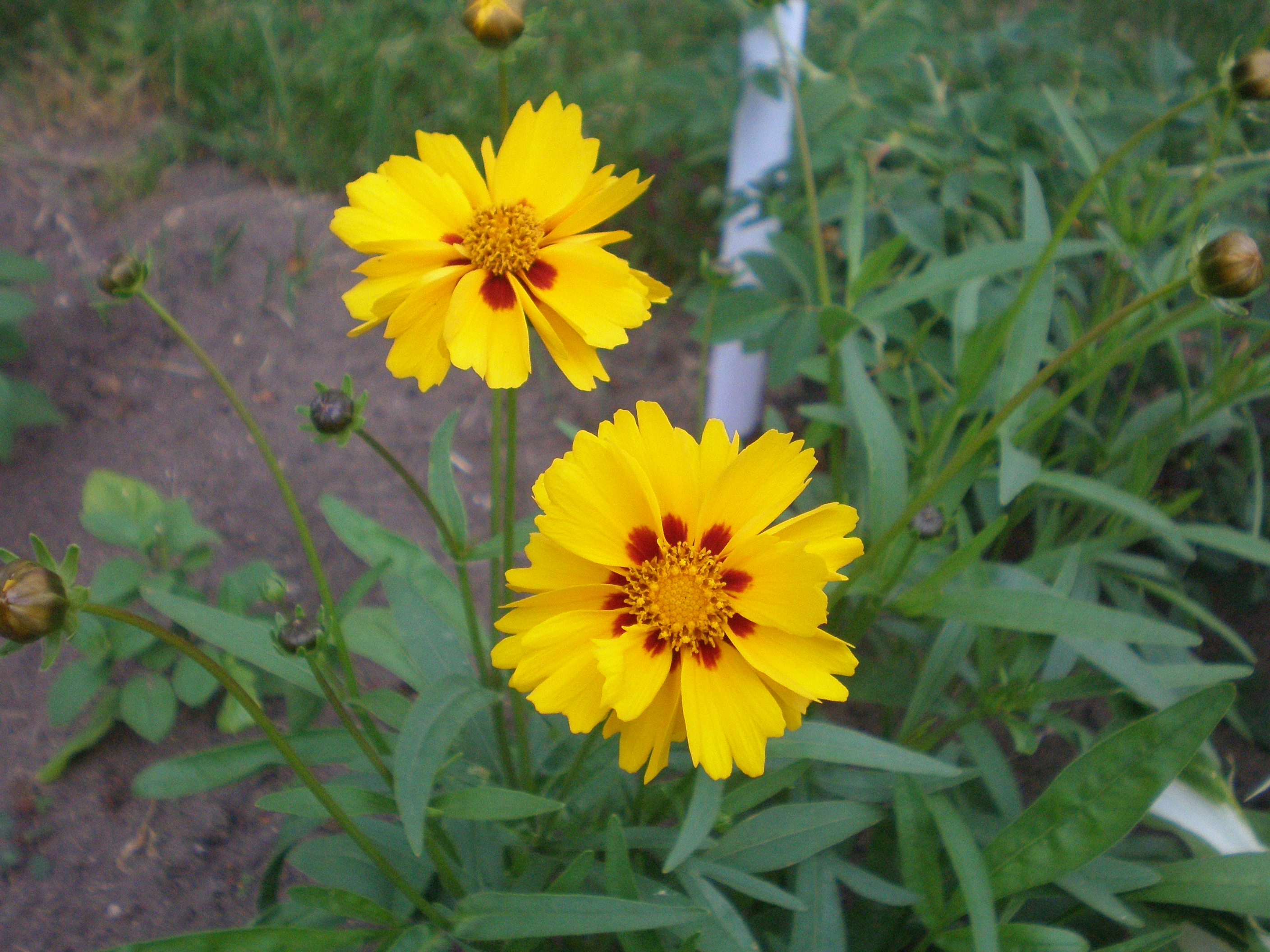
Sektion Coreopsis: Großblumiges Mädchenauge (Coreopsis grandiflora)

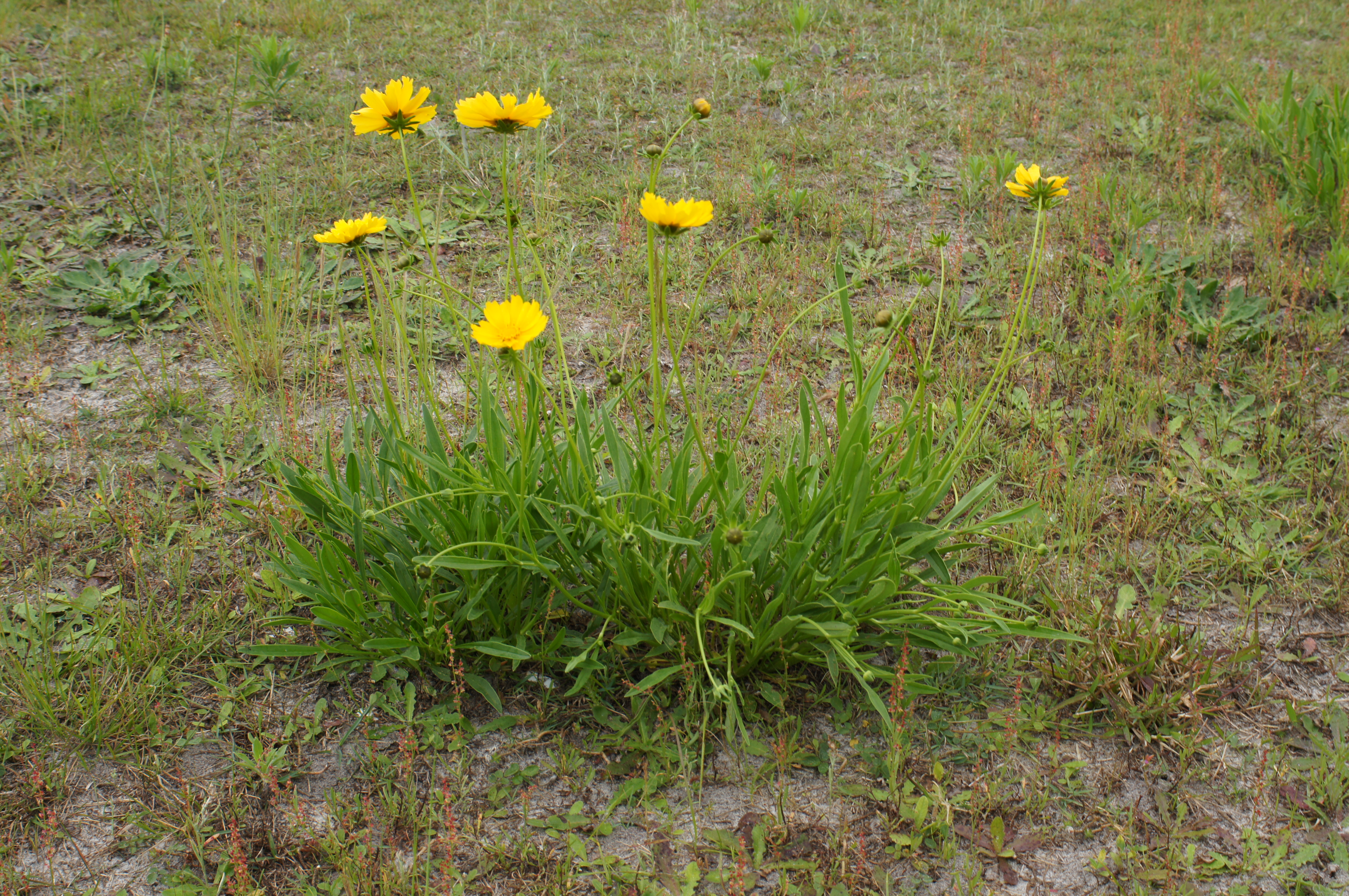
Sektion Coreopsis: Lanzettblättriges Mädchenauge (Coreopsis lanceolata)

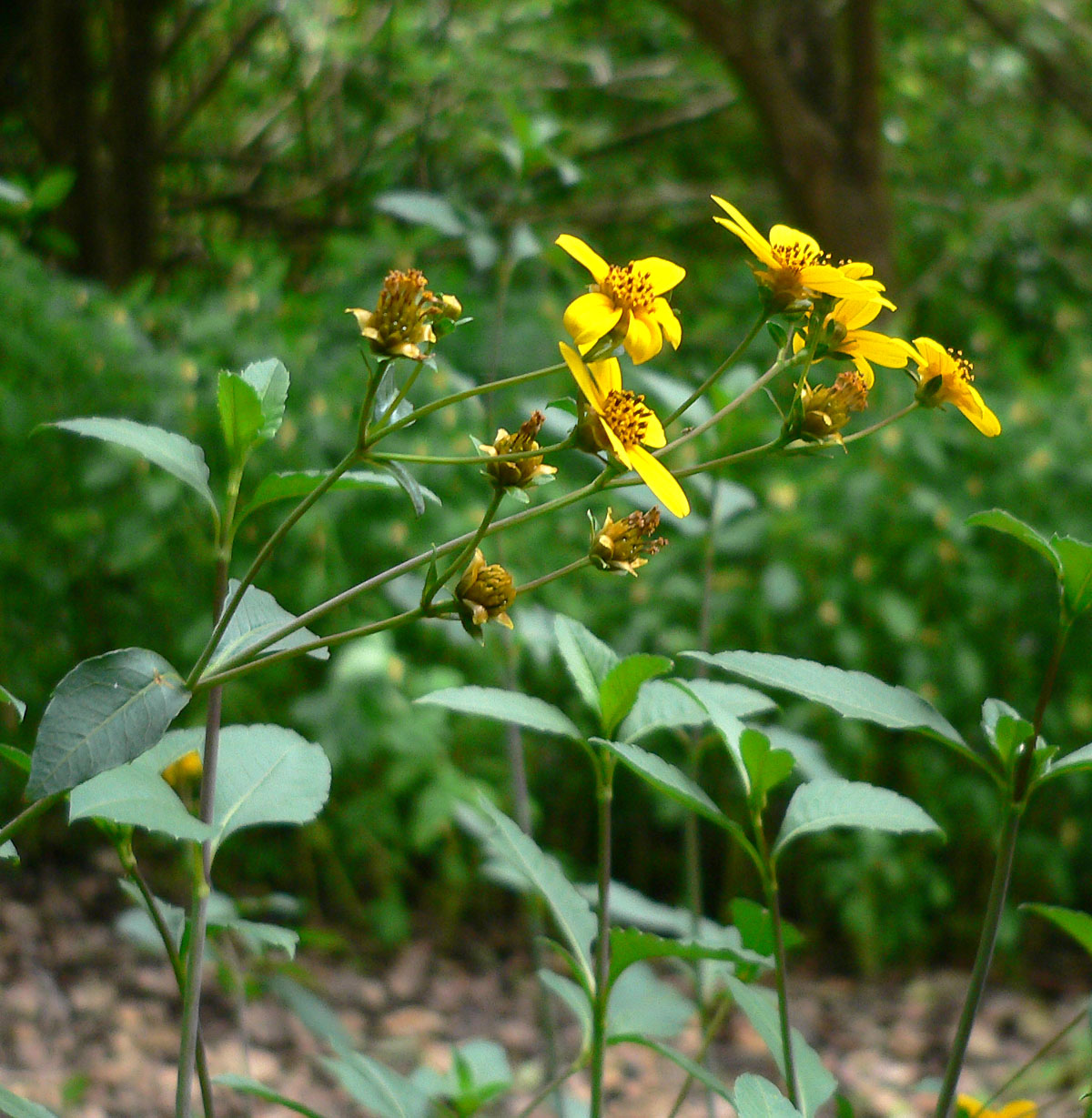
Sektion Electra: Coreopsis mutica

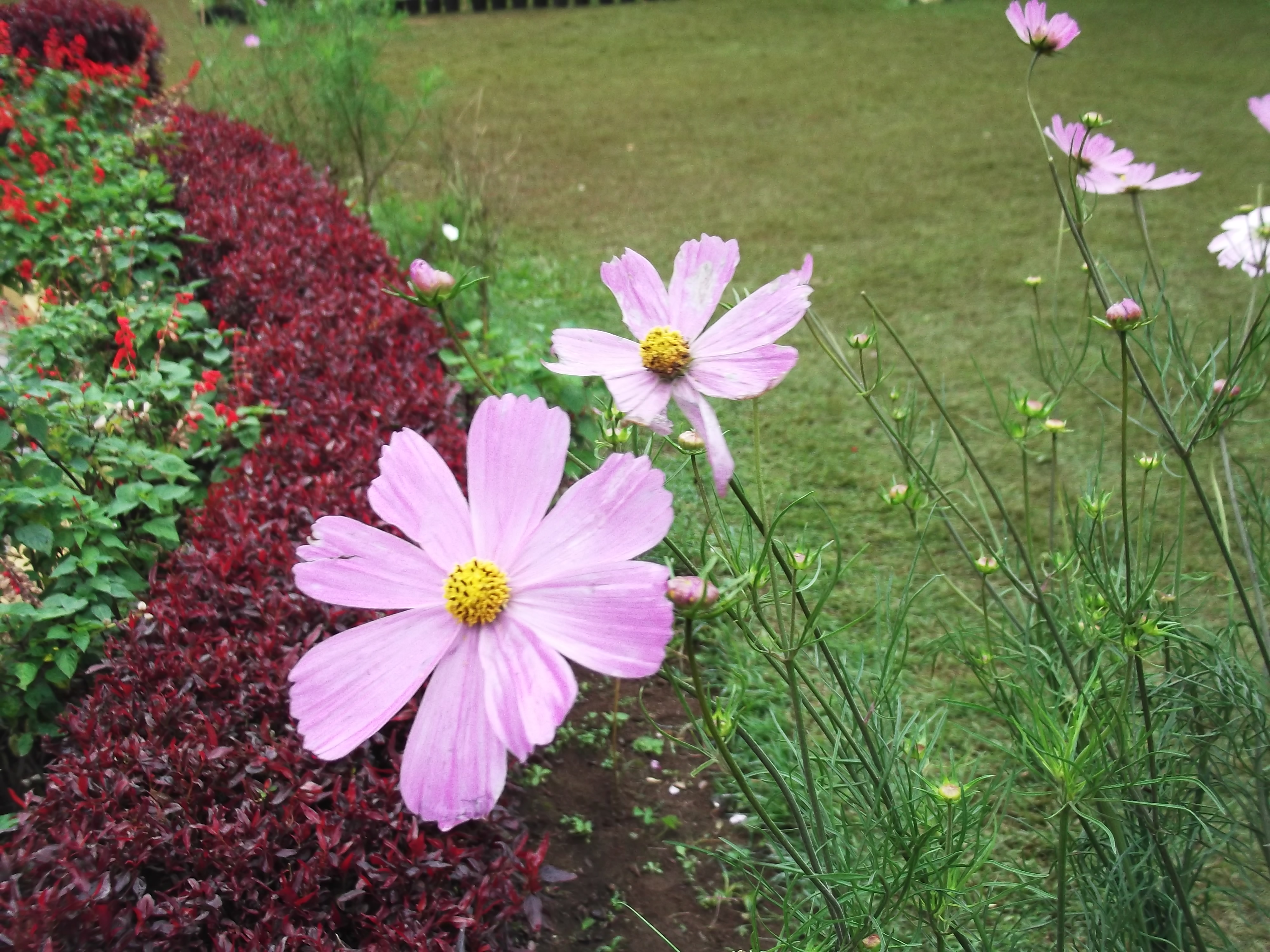
Sektion Eublepharis: Coreopsis rosea

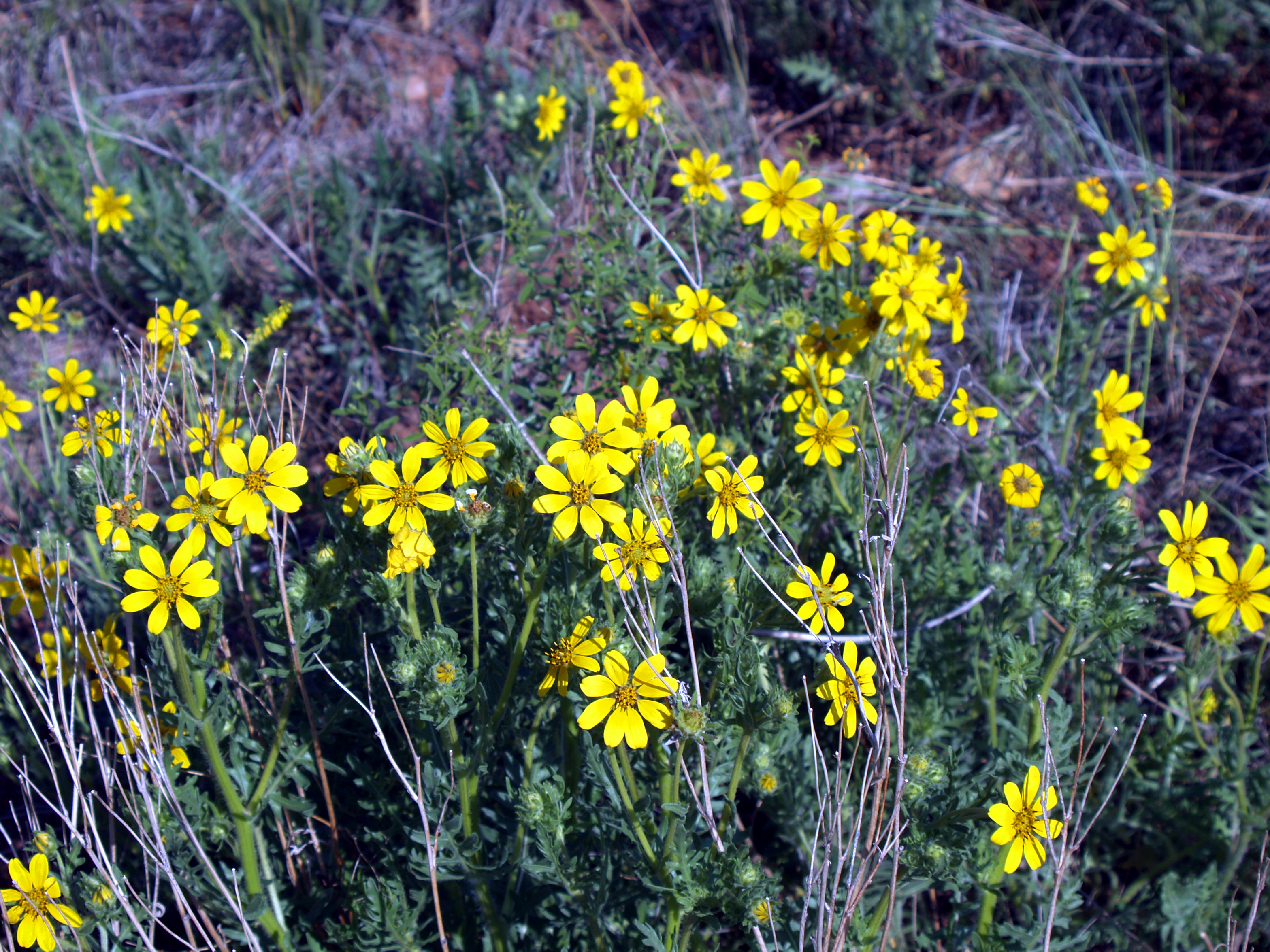
Sektion Gyrophyllum: Coreopsis palmata

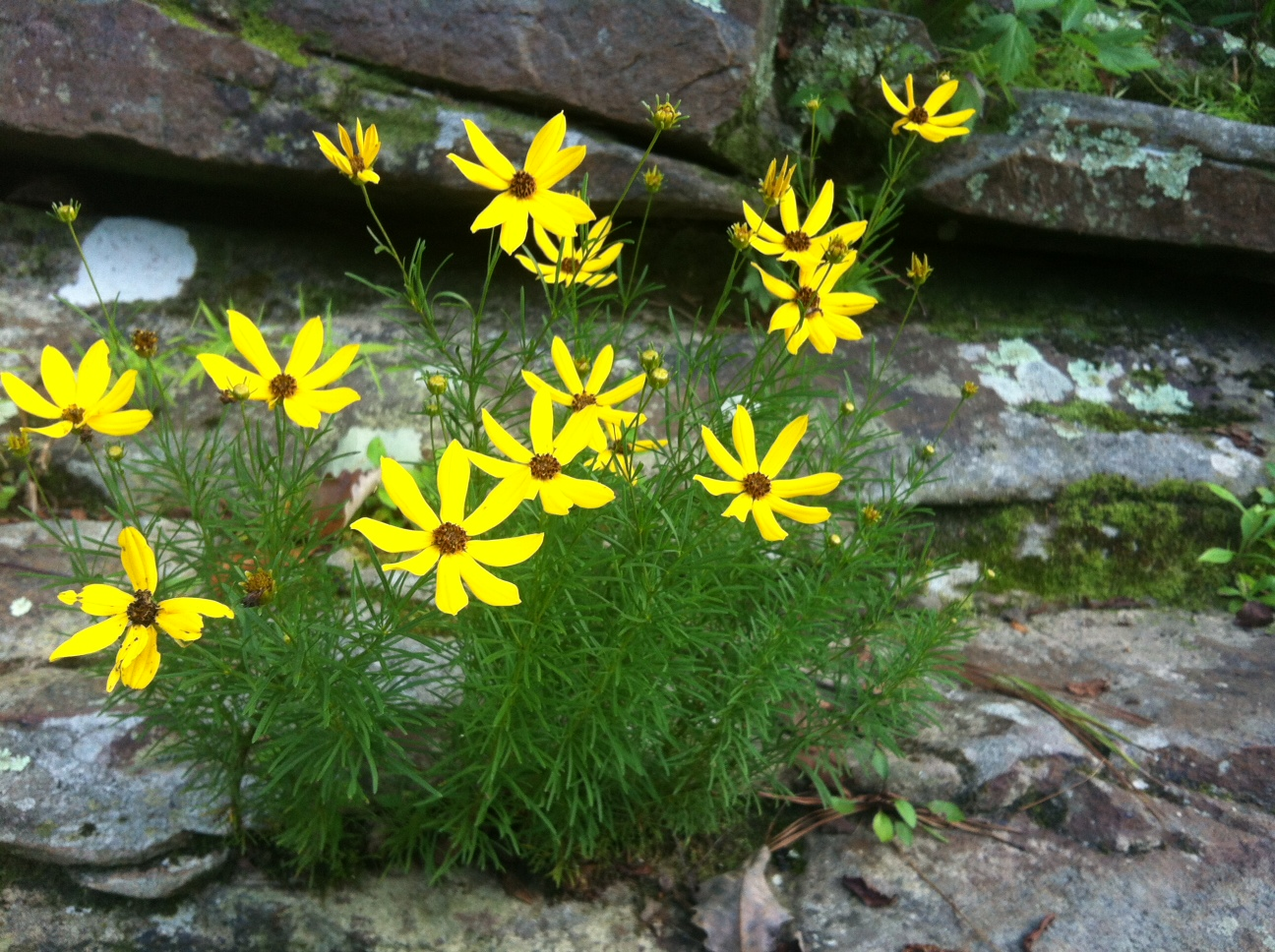
Sektion Gyrophyllum: Coreopsis pulchra

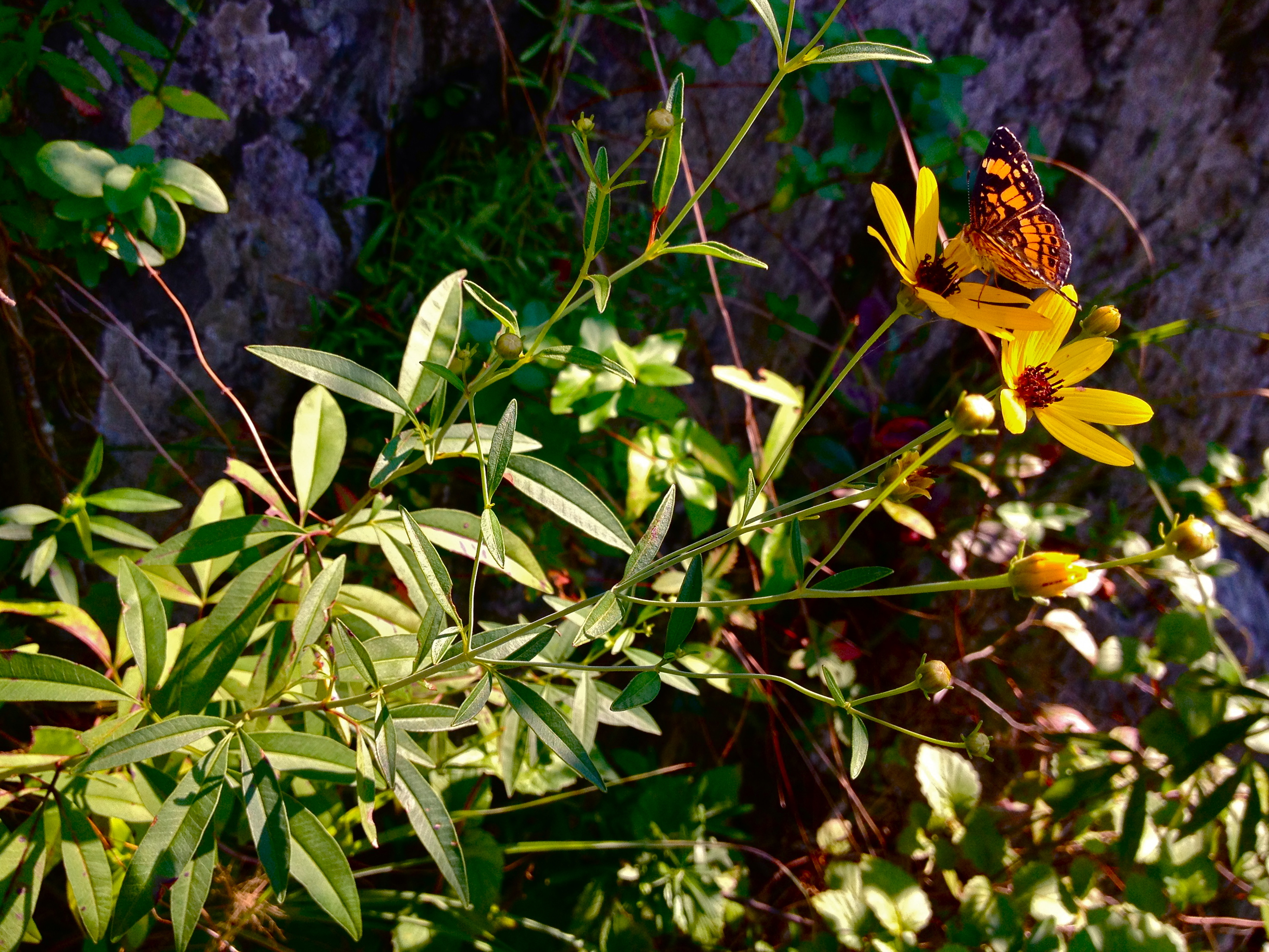
Sektion Gyrophyllum: Hohes Mädchenauge (Coreopsis tripteris)

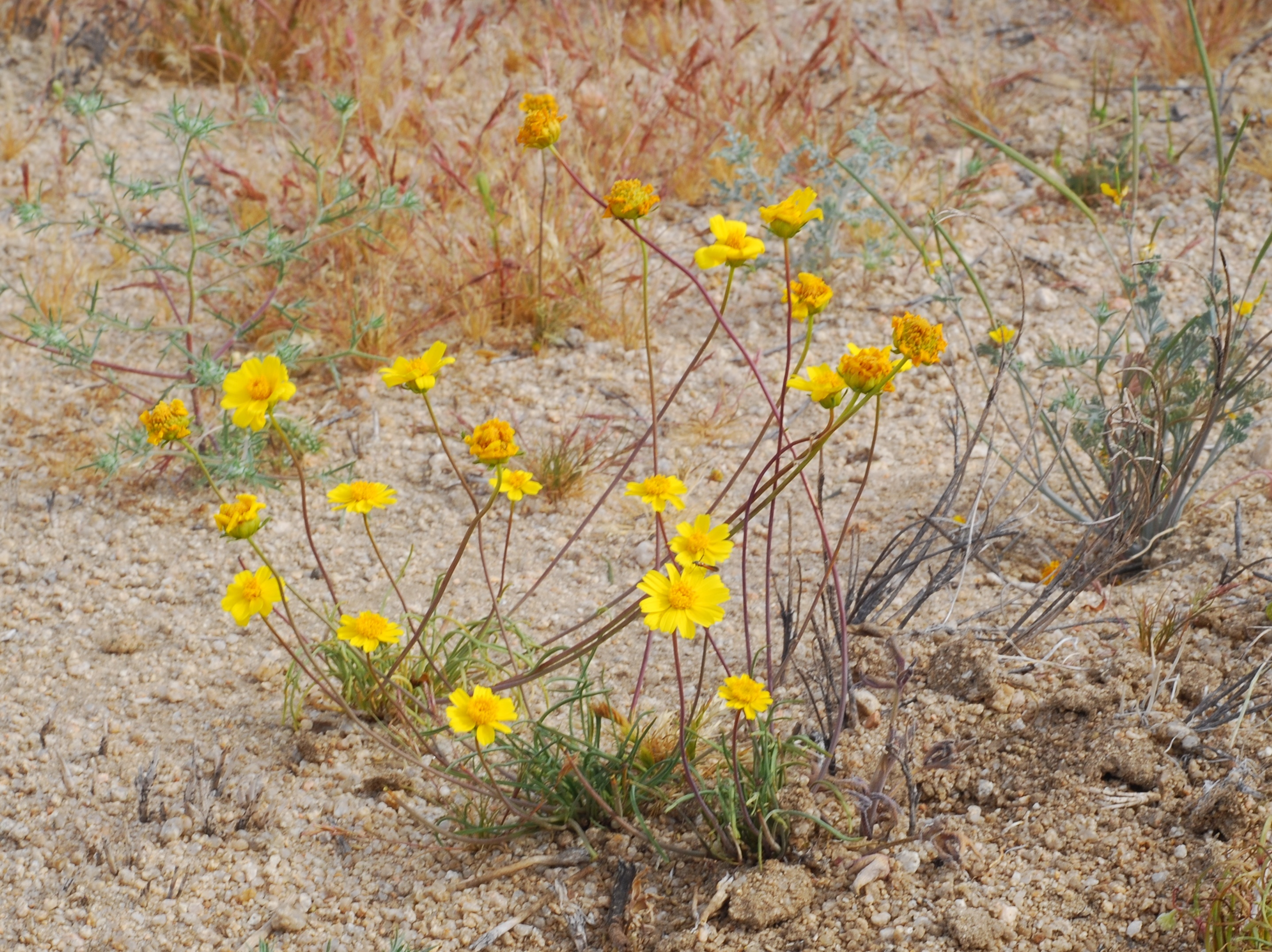
Sektion Leptosyne: Kalifornisches Mädchenauge (Coreopsis californica)

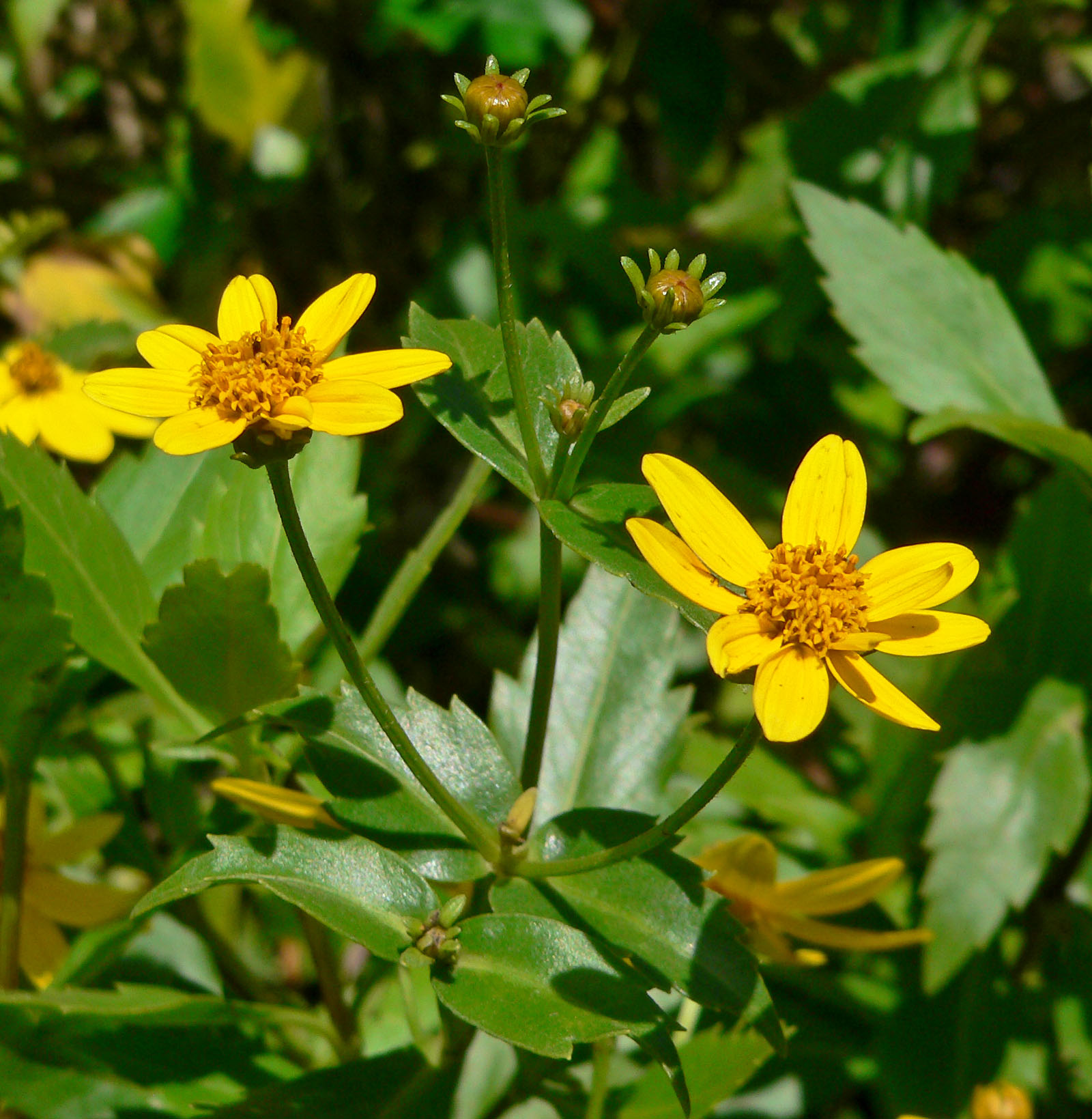
Sektion Pseudoagarista: Coreopsis petrophiloides

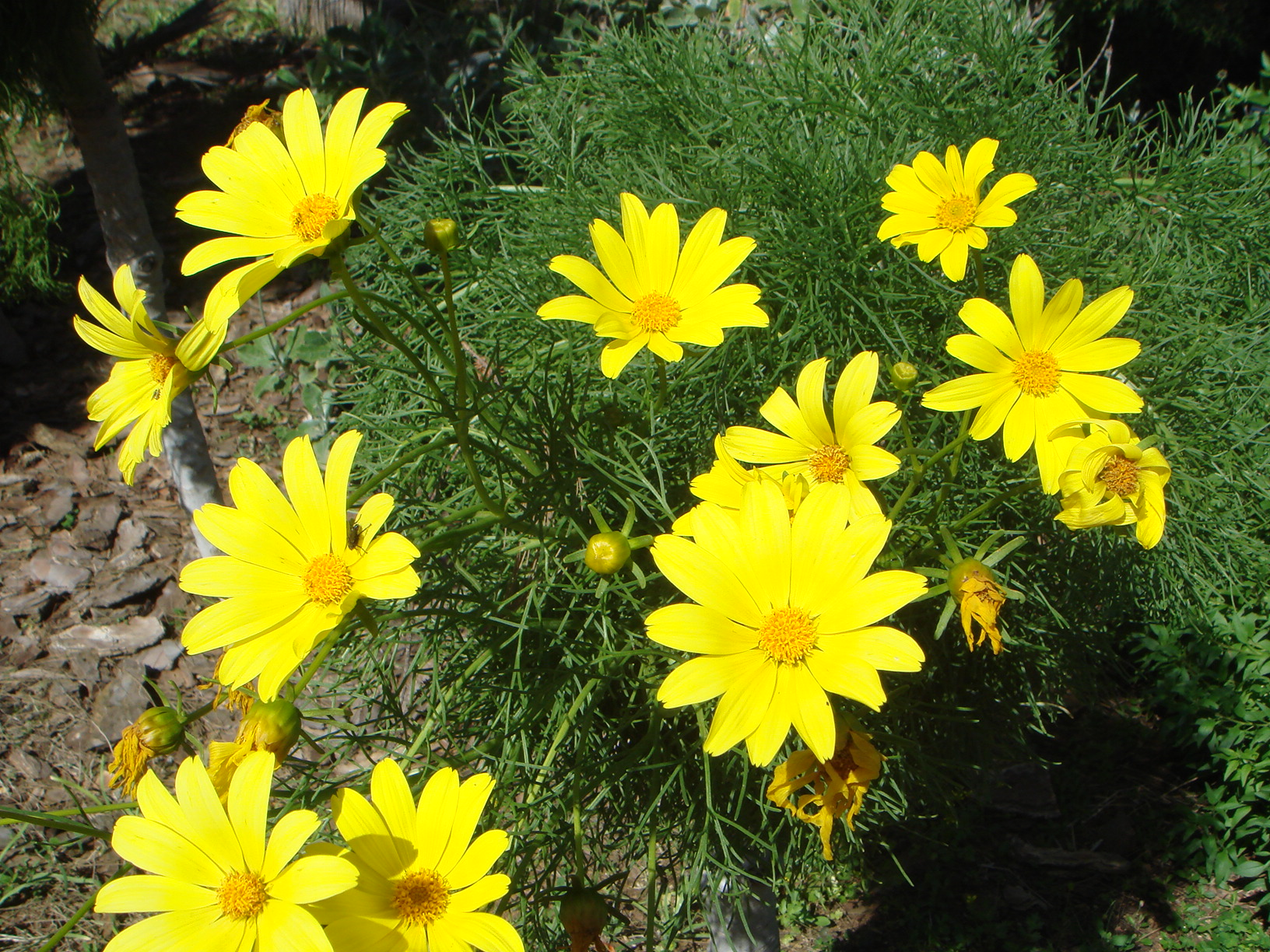
Sektion Tuckermannia: Coreopsis gigantea

## Systematik und Verbreitung
Die Gattung Coreopsis wurde 1753 durch Carl von Linné in Species Plantarum, Tomus II, Seite 907 aufgestellt. Typusart ist Coreopsis lanceolata L. Synonyme für Coreopsis L. sind: Coreopsis Gunnerus, Calliopsis Rchb., Epilepis Benth., Leptosyne DC., Pugiopappus A.Gray, Selleophytum Urb., Tuckermannia Nutt.
Von den nur neuweltlichen 35 bis 40 Arten kommen die meisten Arten in Nordamerika (fünf Sektionen mit 25 bis 30 Arten) vor. Die Zentren der Artenvielfalt sind Mexiko, die Anden und das östliche Nordamerika. Die Arten aus der Alten Welt gehören heute zu Bidens.
In der Gattung Coreopsis gibt es etwa 35 (früher je nach Auffassung bis zu 80) Arten. Die Coreopsis sind mit der Gattung der Bidens nahe verwandt und der Umfang beider Gattungen wurde lange kontrovers diskutiert. Die altweltlichen Arten wurden in die Gattung Bidens gestellt. Coreopsis und Bidens sind die beiden artenreichsten Gattungen der Tribus Coreopsideae in der Unterfamilie Asteroideae innerhalb der Familie der Asteraceae.
Die Gattung Coreopsis wird in mehrere Sektionen gegliedert:
- Sektion Anathysana: Sie enthält nur eine Art:
  - Coreopsis cyclocarpa S.F.Blake: Sie kommt im mexikanischen Bundesstaat Jalisco vor.[2]
- Sektion Calliopsis (Rchb.) Nutt.: Sie enthält nur drei Arten von Nordamerika bis Mexiko:
  - Coreopsis leavenworthii Torr. & A.Gray: Sie gedeiht in Höhenlagen von 0 bis etwa über 20 Meter nur in Florida.:[1]
  - Coreopsis paludosa M.E.Jones: Sie ist im nördlichen Mexiko verbreitet.[4]
  - Coreopsis tinctoria Nutt. (Syn.: Coreopsis cardaminifolia (DC.) Nutt., Coreopsis atkinsoniana Douglas ex Lindl., Coreopsis bicolor (Rchb.) Bosse ex Buchenau): Sie ist in Nordamerika weitverbreitet und reicht bis zu den mexikanischen Bundesstaaten Coahuila, Nuevo León sowie Tamaulipas.[1]
- Sektion Coreopsis: Sie enthält nur noch sieben Arten:[1]
  - Coreopsis auriculata L.: Sie gedeiht in Höhenlagen von 10 bis über 500 Metern in weiten Gebieten der östlichen USA.[1]
  - Coreopsis basalis (A.Dietr.) S.F.Blake (Syn.: Coreopsis drummondii (D.Don) Torr. & A.Gray, Coreopsis wrightii (A.Gray) H.M.Parker): Sie gedeiht in Höhenlagen von 10 bis über 300 Metern in weiten Gebieten der östlichen USA.[1]
  - Großblumiges Mädchenauge (Coreopsis grandiflora Hogg ex Sweet): Sie gedeiht in Höhenlagen von 30 bis über 300 Metern in weiten Gebieten vom östlichen Kanada bis zu den zentralen sowie östlichen USA.[1]
  - Coreopsis intermedia Sherff: Sie gedeiht in Höhenlagen von 60 bis 300 Metern in den US-Bundesstaaten südöstliches Oklahoma, südwestliches Arkansas, Louisiana (nur in Caddo Parish) sowie östliches Texas.[1]
  - Lanzettblättriges Mädchenauge (Coreopsis lanceolata L., Syn.: Coreopsis coronata Hook. non L., Coreopsis nuecensoides E.B.Sm.): Sie gedeiht in Höhenlagen von 30 bis 500, selten bis über 1000 Metern in weiten Gebieten der zentralen bis östlichen USA.[1]
  - Coreopsis nuecensis A.Heller: Sie gedeiht in Höhenlagen von 10 bis über 200 Metern nur in Florida sowie Texas.[1]
  - Coreopsis pubescens Elliott: Sie gedeiht in Höhenlagen von 30 bis über 1000 Metern in weiten Gebieten der zentralen bis östlichen USA.[1]
- Sektion Electra: Sie enthält nur zwei Arten:[2]
  - Coreopsis cuneifolia Greenm.: Sie kommt nur in den mexikanischen Bundesstaaten südliches Durango sowie Jalisco vor.[2]
  - Coreopsis mutica DC. (Syn.: Coreopsis mexicana (DC.) Hemsl.): Sie ist von Mexiko über Guatemala bis Honduras verbreitet.[2]
- Sektion Eublepharis Nutt.: Sie enthält nur noch vier Arten, die hauptsächlich in den östlichen USA vorkommen:[1]
  - Coreopsis gladiata Walter (Syn.: Coreopsis falcata F.E.Boynton, Coreopsis floridana E.B.Sm., Coreopsis helianthoides Beadle, Coreopsis linifolia Nutt., Coreopsis longifolia Small): Sie gedeiht in Höhenlagen von 10 bis über 100 Metern in den östlichen USA.[1]
  - Coreopsis integrifolia Poir.: Sie gedeiht in Höhenlagen von 0 bis 50 Metern in den US-Bundesstaaten Florida, Georgia, North Carolina sowie South Carolina.[1]
  - Coreopsis nudata Nutt.: Sie gedeiht in Höhenlagen von 10 bis über 50 Metern in den US-Bundesstaaten südliches Alabama, nördliches Florida, südliches Georgia, Louisiana (nur in St. Tammany Parish) sowie südliches Mississippi.[1]
  - Coreopsis rosea Nutt.: Sie gedeiht in Höhenlagen von 10 bis über 50 Metern im östlichen kanadischen Bundesstaat Nova Scotia und in den östlichen US-Bundesstaaten Massachusetts, New Jersey, östliches Pennsylvania, Rhode Island sowie Delaware.[1]
- Sektion Gyrophyllum Nutt. (Syn. Palmatae): Sie enthält sechs Arten, die hauptsächlich in den zentralen bis östlichen USA vorkommen:[1]
  - Coreopsis delphiniifolia Lam.: Sie gedeiht in Höhenlagen von etwa 300 Metern nur in den US-Bundesstaaten Georgia sowie South Carolina.[1]
  - Coreopsis major Walter: Sie gedeiht in Höhenlagen von 300 bis 800 Metern in weiten Gebieten der östlichen USA.[1]
  - Coreopsis palmata Nutt.: Sie gedeiht in Höhenlagen von 100 bis 300 Metern in den zentralen bis östlichen USA.[1]
  - Coreopsis pulchra F.E.Boynton: Sie gedeiht in Höhenlagen von etwa 300 Metern nur in den US-Bundesstaaten nordöstliches Alabama sowie nordwestliches Georgia.[1][2]
  - Hohes Mädchenauge (Coreopsis tripteris L.): Sie gedeiht in Höhenlagen von 100 bis 500 Metern in den östlichen kanadischen Bundesstaaten südliches Ontario sowie südliches Québec und in den zentralen bis östlichen USA.[1][2]
  - Quirlblättriges Mädchenauge (Coreopsis verticillata L.): Sie gedeiht in Höhenlagen von 10 bis 500 Metern in den östlichen USA.[1]
- Sektion Leptosyne (de Candolle) O.Hoffmann: Sie enthält nur drei Arten hauptsächlich von Kalifornien bis zum nordwestlichen Mexiko:
  - Kalifornisches Mädchenauge (Coreopsis californica (Nutt.) H.Sharsm.): Sie gedeiht in Höhenlagen von 300 bis 1000 Metern in Arizona sowie Kalifornien, sporadisch auch in New Mexico.[1]
  - Douglas-Mädchenauge (Coreopsis douglasii (DC.) H.M.Hall): Sie gedeiht in Höhenlagen von selten 150 bis, meist 300 bis 1000 Metern nur in Kalifornien.[1]
  - Stillmans Mädchenauge (Coreopsis stillmanii (A.Gray) S.F.Blake): Sie gedeiht in Höhenlagen von 400 bis 800 Metern nur in Kalifornien.[1]
- Sektion Pseudoagarista: Sie enthält vier Arten in Mexiko:
  - Coreopsis mcvaughii D.J.Crawford: Sie kommt nur in den südlichen mexikanischen Bundesstaaten Aguascalientes sowie Guanajuato vor.[2]
  - Coreopsis petrophila A.Gray: Sie kommt nur in den mexikanischen Bundesstaaten Durango, Guerrero, Jalisco sowie Nayarit vor.[2]
  - Coreopsis petrophiloides B.L.Rob. & Greenm.: Sie kommt nur in den mexikanischen Bundesstaaten Guerrero, Hidalgo, Jalisco, México sowie Michoacán vor.[2]
  - Coreopsis rudis (Benth.) Hemsl.: Sie kommt nur in den mexikanischen Bundesstaaten südliches Zacatecas sowie nördliches Jalisco vor.[2]
- Sektion Pugiopappus (A. Gray) S. F. Blake: Sie enthält nur drei Arten, die nur in Kalifornien vorkommen:
  - Bigelows Mädchenauge (Coreopsis bigelovii (A.Gray) Voss): Sie gedeiht in Höhenlagen von 100 bis 1800 Metern nur im südlichen Kalifornien.[1][2]
  - Coreopsis calliopsidea (DC.) A.Gray: Sie gedeiht in Höhenlagen von 100 bis 1000 Metern nur im westlichen Kalifornien vor.[1][2]
  - Coreopsis hamiltonii (Elmer) H.Sharsm.: Sie gedeiht in Höhenlagen von 600 bis 1300 Metern nur im westlich-zentralen Kalifornien vor.[1][2]
- Sektion Silphidium (Torrey & A. Gray) A. Gray: Sie enthält nur eine Art:
  - Coreopsis latifolia Michx.: Sie gedeiht in Höhenlagen von 300 bis 700 Metern in den südöstlichen USA.[1]
- Sektion Tuckermannia (Nuttall) S. F. Blake: Sie enthält nur zwei Arten an den Küsten und vorgelagerten Inseln Kaliforniens und des nordwestlichen Mexikos:[1]
  - Coreopsis gigantea (Kellogg) H.M.Hall: Sie gedeiht in Höhenlagen von 0 bis 200 Metern nur von Kalifornien bis Niederkalifornien und vorgelagerten Inseln (einschließlich der Insel Guadalupe).[1]
  - Nacktstängliges Mädchenauge (Coreopsis maritima (Nutt.) Hook. f.): Sie gedeiht in Höhenlagen von 0 bis 100 Metern nur in Kalifornien und vorgelagerten Inseln.[1]

- In den Anden gedeihen als Sträucher die zwei oder drei Arten:[5]
  - Coreopsis capillacea Kunth (Syn.: Coreopsis triloba S.F.Blake): Sie kommt in kolumbianischen Boyacá und in Peru vor.[3]
  - Coreopsis fasciculata Wedd.: Die zwei Varietäten kommen von Ecuador über Bolivien bis Peru vor.[3]

## Nutzung
Als Zierpflanzen spielen Sorten beispielsweise der folgenden Arten eine Rolle:
- Coreopsis auriculata
- Großblumiges Mädchenauge (Coreopsis grandiflora): Viele Sorten werden als Zierpflanzen verwendet, die Naturform besitzt hellgelbe Blüten.
- Lanzettblättriges Mädchenauge (Coreopsis lanceolata), mit lanzettlichen, am Grunde oft fiederschnittigen Blättern und dunkelgelben bzw. hellorangen Blüten, die manchmal am Grunde einen rotbraunen Punkt haben.
- Nacktstängliges Mädchenauge (Coreopsis maritima)
- Coreopsis tinctoria, eine einjährige Art mit breit dunkelrotbraun gefärbtem Blütengrund. Wird zum Färben von Textilien verwendet und erzeugt ein Mahagonirot.
- Hohes Mädchenauge (Coreopsis tripteris)
- Quirlblättriges Mädchenauge (Coreopsis verticillata) mit tief in schmale Abschnitte zerteilten Blättern.